# Crónica Reusense
Crónica Reusense: órgano del partido liberal conservador de avisos y noticias, va ser un periòdic reusenc de tendència liberal conservadora que va aparèixer el 4 de març de 1896 fins al 10 de febrer de 1900

## Història
Al número 1, en la seva presentació, exposen que Crónica de Reus (un diari que havia desaparegut el 1887), havia estat adquirit pel Diario de Reus, ja que els dos diaris tenien la mateixa ideologia, però que diferències sorgides amb la persona que figurava com a propietària del Diario de Reus han motivat l'aparició de Crónica Reusense. No es considera un diari nou: "es pues ya viejo periódico y de todos conocidos sus antecedentes"
Com a periòdic conservador, polemitza amb els diaris d'esquerres del moment (Les Circumstàncies, sobretot) i també amb el Diari de Reus.
Va tenir almenys tres directors: Antoni Albafull, Antoni Estivill i de Llorach i Joan Sugrañes Aleu. Hi col·laboraven Lluís Morote, Joaquim Arimon, Josep de la Loma i d'altres
El 10 de setembre de 1896 comuniquen que Crónica Reusense passa a ser un diari de tarda, perquè això permetrà conèixer les notícies que a través del correu arriben de Madrid, Barcelona i València el mateix dia, ja que fins ara no es coneixien fins a l'endemà. Milloren també la presentació. Durant el mes de gener de 1897 fan una edició de matí i una altra de tarda. De principis d'agost a finals de setembre del mateix any fan una sola edició però publiquen un suplement. A causa dels constants canvis d'horari de publicació el periòdic fa una davallada que l'obliga a publicar només una pàgina de notícies i tres d'anuncis. Per veure si aconseguia major difusió, el febrer de 1898 va decidir repartir gratuïtament el diari a tots els cafès de la província "al objeto que los productos anunciados en nuestro periódico tengan mayor publicidad".
El 10 de febrer de 1900 anuncien als seus lectors que volen introduir reformes en el diari i suspenen temporalment la publicació. Crónica Reusense ja no va tornar a editar-se.

## Aspectes tècnics
Format gran foli, tenia quatre pàgines a quatre columnes, que a partir del 10 de setembre de 1896 va passar a cinc columnes. S'imprimia a la Impremta de Josep M. Sabater a la Plaça del Rei, que signava en aquesta publicació com a «Imprenta de la Crónica Reusense», després a la de «Sucesores de la Vda. de Torroja», a la de «Hijos de Sanjuan» i finalitzà a la de Carreras y Vila des del 1897 al 1900.

## Localització
- Una col·lecció a la Biblioteca Central Xavier Amorós de Reus.[3]
- Una col·lecció a la Biblioteca Pública de Tarragona, digitalitzada a la Biblioteca Virtual de Prensa Histórica.[4]